# مرشد و مارگاریتا
مُرشد و مارگاریتا (نام روسی:Мастер и Маргарита) رمانی روسی نوشتهٔ میخائیل بولگاکف، و شناخته‌شده‌ترین کار او است. به باور بسیاری این اثر در شمار بزرگ‌ترین آثار ادبیات روسیه (شوروی) در سده بیستم است.
بیش از صد کتاب و مقاله دربارهٔ این کتاب نگاشته شده‌است.
بولگاکف نوشتن این رمان را در سال ۱۹۲۸ آغاز کرد و اولین نسخه خطی آن را دو سال بعد به دست خود آتش زد. دلیل این کار احتمالاً ناامیدی به دلیل شرایط خفقان‌آور آن زمان اتحاد جماهیر شوروی بوده‌است. در سال ۱۹۳۱ بولگاکف دوباره کار بر روی این رمان را آغاز کرد و پیش‌نویس دوم در سال ۱۹۳۵ به پایان رسید. کار بر روی سومین پیش‌نویس نیز در سال ۱۹۳۷ به پایان رسید و بولگاکف با کمک گرفتن از همسرش، به دلیل بیماری، کار بر روی نسخه چهارم پیش‌نویس را تا چهار هفته پیش از مرگش در سال ۱۹۴۰ ادامه داد.
مرشد و مارگاریتا در نهایت در سال ۱۹۴۱ توسط همسر بولگاکف به پایان رسید، اما در زمان استالین اجازه چاپ به این اثر داده نشد و سرانجام ۲۷ سال پس از مرگ بولگاکف بود که نسخهٔ سانسور شده‌ای از کتاب منتشر شد. کتاب در سال ۱۹۶۵ با حذف ۲۵ صفحه و تغییر برخی نام‌ها و مکان‌های ذکر شده در تیراژ محدودی به چاپ رسید که با استقبال شدید مردم مواجه شد. نسخه‌های آن یک‌شبه به فروش رفت و کتاب با قیمتی نزدیک به صد برابر قیمت روی جلد به کالایی در بازار سیاه تبدیل شد.
رمان از سه داستان موازی تشکیل شده‌است که در نهایت یکپارچه می‌شوند: سفر شیطان به مسکو، داستان پونتیوس پیلاطس و به صلیب کشیده شدن مسیح و عشق مرشد و مارگریتا.

## خلاصه داستان

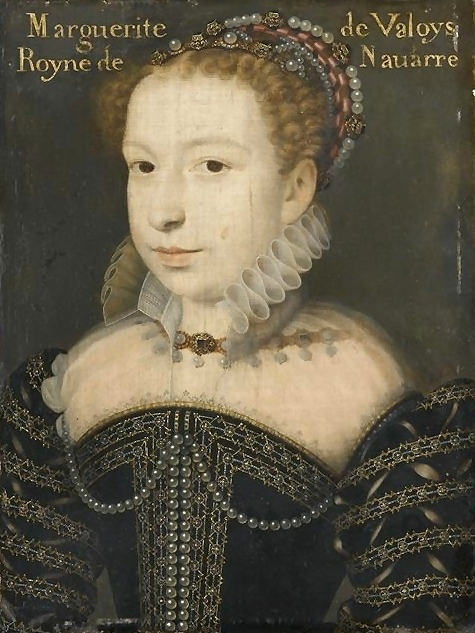
مارگوت

داستان با هم‌صحبتی و قدم زدن دو روشنفکر لاییک و رسمی (دو شخصیت مهم داستان) در یکی از پارک‌های مسکو آغاز می‌شود: یکی میخاییل الکساندر، یا همان برلیوز نویسنده‌ای مشهور و سردبیر یکی از مجله‌های وزین ادبی پایتخت و رئیس کمیته مدیریت یکی از محافل ادبی مسکو که در اینجا ماسولیت نام دارد و دیگری جوان شاعری به نام ایوان نیکولاییچ پونیریف که با نام مستعار بزدومنی شناخته می‌شود. برلیوز به نوعی نماینده روشنفکران رسمی و صاحب باند و باندبازی‌های ادبی است که محافل مافیایی ادبی راه می‌اندازند و اندیشه‌ای سطحی و تک‌بعدی دارند و دگراندیشان را مجال رشد و نمو و شکوفایی نمی‌دهند و تنها به آنان که مرید و سرسپرده‌شان باشند اجازه فعالیت می‌دهند و دیگران را زیر پا له می‌کنند، شعر و آثار سفارشی می‌پذیرند و شبکه‌ای تار عنکبوتی در تمام نشریات مهم و سرشناس تنیده‌اند. سایه این روشنفکران و نویسندگان رسمی بر تمام عرصه ادبی و محافل نویسندگی سنگینی می‌کند و نگاه تحمیلی‌شان در همه جا گسترده‌است. یکی از قربانیان این باندهای مافیایی، قهرمان این رمان یعنی مرشد است که در فصل‌های بعدی رمان ظاهر می‌شود و می‌بینیم که این حضرات ریش و سبیل‌دار چه بلایی به سر او با آن همه خلاقیت و عشق و شور آورده‌اند.
برلیوز و بزدومنی به شکلی اتفاقی در پاتریارک پاندز یکی از پارک‌های مسکو با ولند (Woland) روبرو می‌شوند. بزدومنی که به تازگی شعری ضد مذهبی از سوی برلیوز سفارش گرفته‌است آن را به او می‌سپارد تا در نشریه‌اش چاپ کند و با هم در مورد ماجرای مصلوب شدن مسیح حرف می‌زنند و برلیوز وجود خارجی عیسی ناصری را از اساس انکار می‌کند و آن را ساخته ذهن تاریخ‌نویسان و کاهنان قوم می‌داند. درست در همین زمان سر و کله ولند در چهره یک پروفسور خارجی پیدا می‌شود و در مورد ماجرای مسیح آن‌ها را به چالش می‌گیرد. او داستان را که در واقع فصلی از کتاب چاپ‌نشده مرشد است و در فصل‌های بعد با او آشنا می‌شویم به گونه‌ای بسیار قوی و اثرگذار روایت می‌کند. قدرت بیان او با مرگ ناگهانی و تکان‌دهندهٔ برلیوز که اندکی بعد اتفاق می‌افتد و از سوی ولند از قبل پیش‌بینی شده بود، چنان اثر شگفتی بر شاعر جوان می‌گذارد که روان او را از هم می‌گسلد و وی را راهی بیمارستان روانی می‌کند و او که در اثر این حادثه ضربه هولناکی خورده و تمام باورهایش به هم ریخته و به‌تدریج در اثر آن تحولی ژرف در اندیشه‌اش پدید می‌آید به تمامی شفا نمی‌یابد تا این‌که با مرشد در همان بیمارستان ملاقات می‌کند و این ملاقات راه هدایت و رستگاری را بر او می‌گشاید.
در پایان این داستان شگفت و در یک فضای سیال و فرار سورئالیستی دو دلداده یعنی مرشد و مارگریتا که اکنون به کمک ابلیس به وصال هم رسیده‌اند، هر دو سوار بر اسب، سرخوش و شادان به دنبال ولند از آستان این جهان می‌گذرند و برای آخرین بار مسکو را از فراز تپه‌ای می‌نگرند. شهری که یادآور اورشلیم عهد عیسای ناصری است و اکنون در پی توفان سختی که آن را فرا گرفته در تاریکی و ظلمت محض فرومی‌رود. آنان سبکبار و سبک‌بال دست در دست یکدیگر از کرانه‌های این جهان می‌گذرند و پا به جهان ابدی می‌گذارند.

## تأثیرگذاری و اقتباس
- کتاب مرشد و مارگریتا تأثیر زیادی از کتاب فاوست گوته گرفته‌است.[۳]
- آهنگ همدردی با شیطان اثر رولینگ استونز هم بر اساس این رمان نوشته شده و ارجاعاتی به این اثر دارد.

## به فارسی
نخستین ترجمه فارسی از این کتاب را عباس میلانی انجام داده‌است. کار ترجمه از سال ۱۳۶۰  شروع شد و یک سال طول کشید. انتشارات نشرنو آن را در سال ۱۳۶۲ در تیراژ پنج هزار نسخه منتشر کرد. روزنامه ایران در گزارشی که به مناسبت چاپ بیستم این ترجمه در سال ۱۳۹۷ منتشر کرد، نوشت که یکصد هزار نسخه از این ترجمه به فروش فروش رفته‌است.
حمید رضا آتش بر آب هم آن را از متن روسی ترجمه کرده‌است.